# Oenothera brachycarpa
Oenothera brachycarpa är en dunörtsväxtart som beskrevs av Asa Gray.
Oenothera brachycarpa ingår i släktet nattljussläktet, och familjen dunörtsväxter. Inga underarter finns listade i Catalogue of Life.